# Amara Miller
Amara Miller (California, Estados Unidos, 4 de mayo de 2000) es una actriz estadounidense que ganó el premio Phoenix Film Critics Society en la categoría "Best Performance by a Youth in a Supporting Role" por su interpretación de Scottie King en la película ganadora de un Óscar  Los descendientes.

## Biografía
Amara Miller nació en California, Estados Unidos el 4 de mayo de 2000. En el año 2011, con solo 11 años debutó  en la gran pantalla con la película ganadora del Óscar Los descendientes, al lado de George Clooney. Por esta película ganó un Young Artist Awards, y fue nominada en los premios Central Ohio Film Critics Association, los Gotham Award, los Phoenix Film Critics Society Award y Women Film Critics Circle. Un año después aparece en 13 episodios de la serie 1600 Penn, donde interpreta a Marigold Gilchrist, la hija del presidente de los Estados Unidos.
Millers vive en el Pacific Grove, California, con sus padres, Ahnalisa Miller y Michael Miller, y con sus hermanos Kane y Willem.

## Filmografía

### Cine
| Año  | Película                 | Papel        | Notas          |
| ---- | ------------------------ | ------------ | -------------- |
| 2011 | Los descendientes        | Scottie King | Coprotagonista |
| 2014 | Merry Friggin' Christmas | Pam Welnke   |                |

### Televisión
| Año       | Título        | Papel              | Notas                              |
| --------- | ------------- | ------------------ | ---------------------------------- |
| 2012–2013 | 1600 Penn     | Marigold Gilchrist | Serie de televisión (13 episodios) |
| 2013      | Home & Family | Ella misma         | 5 de marzo                         |

## Premios y nominaciones

### Premios Central Ohio Film Critics Association
| Año  | Categoría    | Película          | Notas | Resultado |
| ---- | ------------ | ----------------- | --- | --------- |
| 2012 | Mejor elenco | Los descendientes | Junto a: George Clooney Shailene Woodley Nick Krause Beau Bridges Mary Birdsong Rob Huebel Robert Forster Matthew Lillard Judy Greer | 2º puesto |

### Premios Gotham
| Año  | Categoría    | Película          | Notas | Resultado |
| ---- | ------------ | ----------------- | --- | --------- |
| 2011 | Mejor elenco | Los descendientes | Junto a: George Clooney Shailene Woodley Nick Krause Beau Bridges Mary Birdsong Rob Huebel Robert Forster Matthew Lillard Judy Greer | Nominado  |

### Premios Phoenix Film Critics Society
| Año  | Categoría                                                | Película          | Resultado |
| ---- | -------------------------------------------------------- | ----------------- | --------- |
| 2011 | Best Performance by a Youth in a Lead or Supporting Role | Los descendientes | Nominada  |

### Premios Women Film Critics Circle
| Año  | Categoría              | Película          | Resultado |
| ---- | ---------------------- | ----------------- | --------- |
| 2011 | Mejor intérprete joven | Los descendientes | Nominada  |

### Premios artista joves
| Año  | Categoría                                                           | Película          | Resultado |
| ---- | ------------------------------------------------------------------- | ----------------- | --------- |
| 2012 | Mejor Actuación en una Película - Mejor actriz de diez años o menos | Los descendientes | Ganadora  |